# Alaquàs
Alaquàs là một đô thị ở comarca Horta Oest cộng đồng Valencia, Tây Ban Nha. Đô thị này có diện tích 3,9 km², dân số thời điểm năm 2006 là 7719 người.